# Frederick Krieg

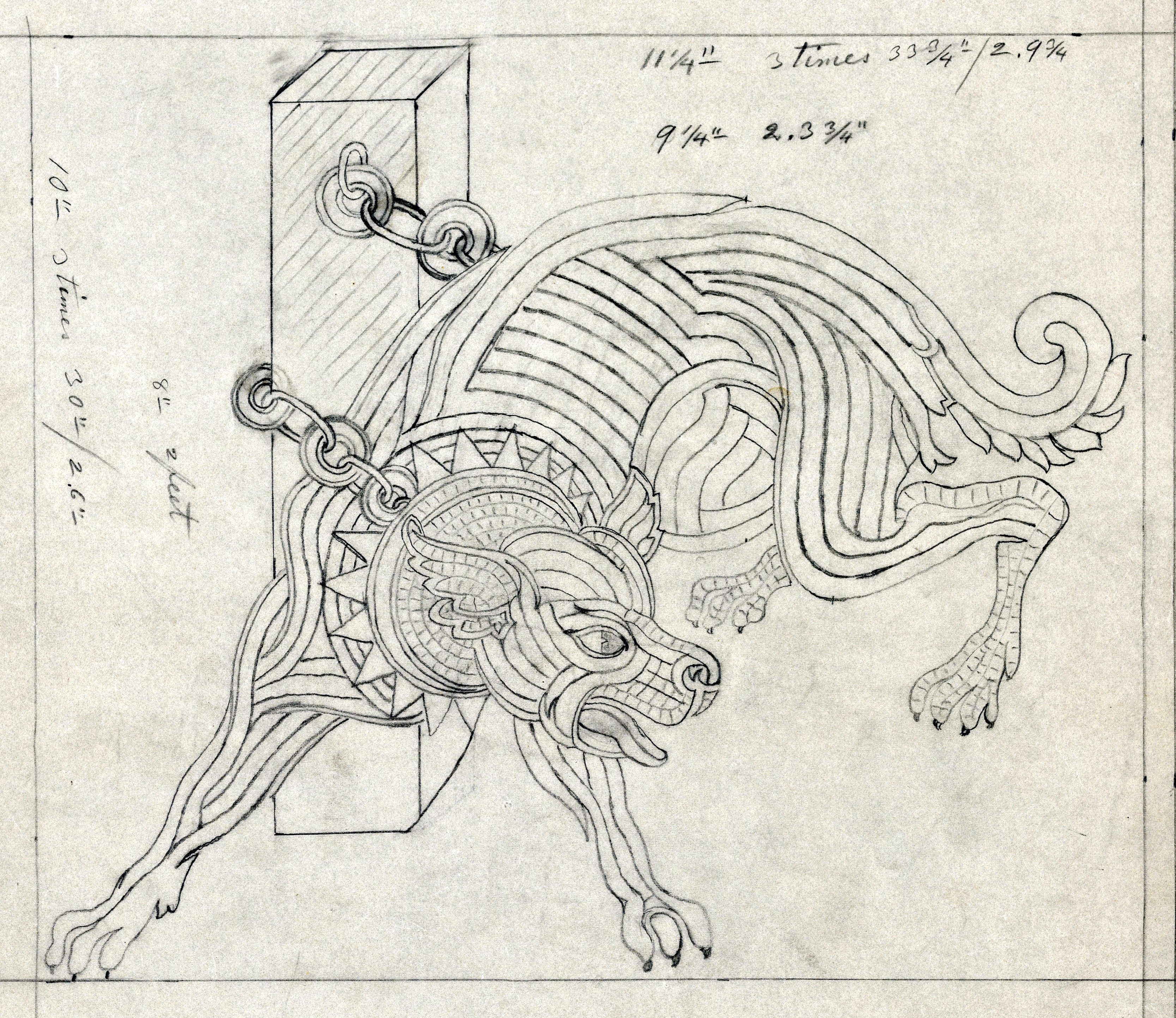
Mosaikentwurf, Hund, gezeichnet von Frederick Krieg, um 1900

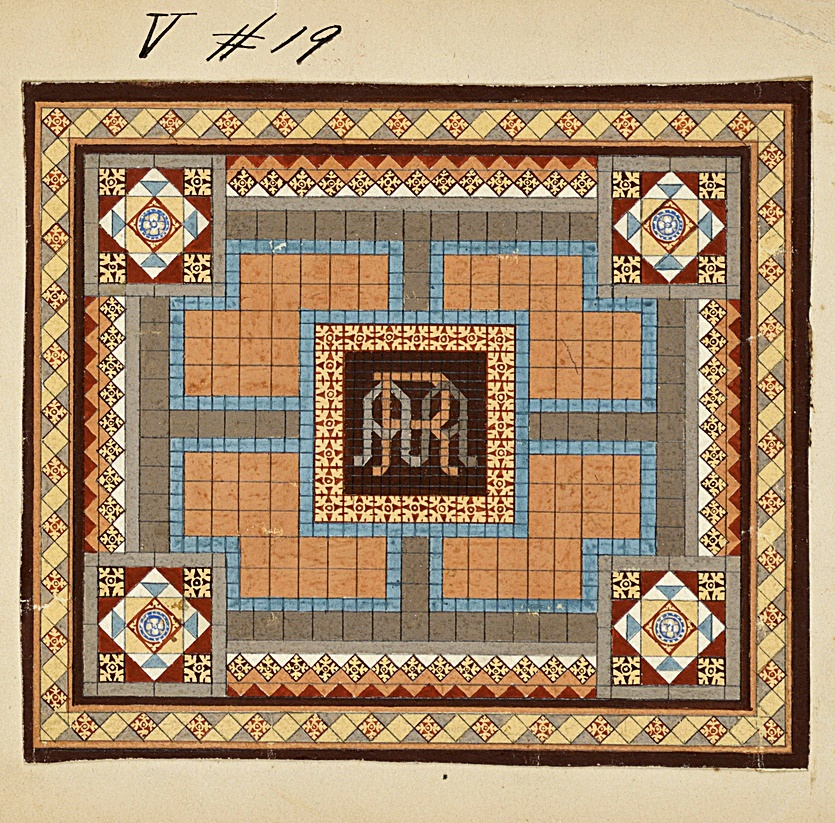
Frederick Krieg, gemalter Entwurf für Fußbodenmosaik, um 1900

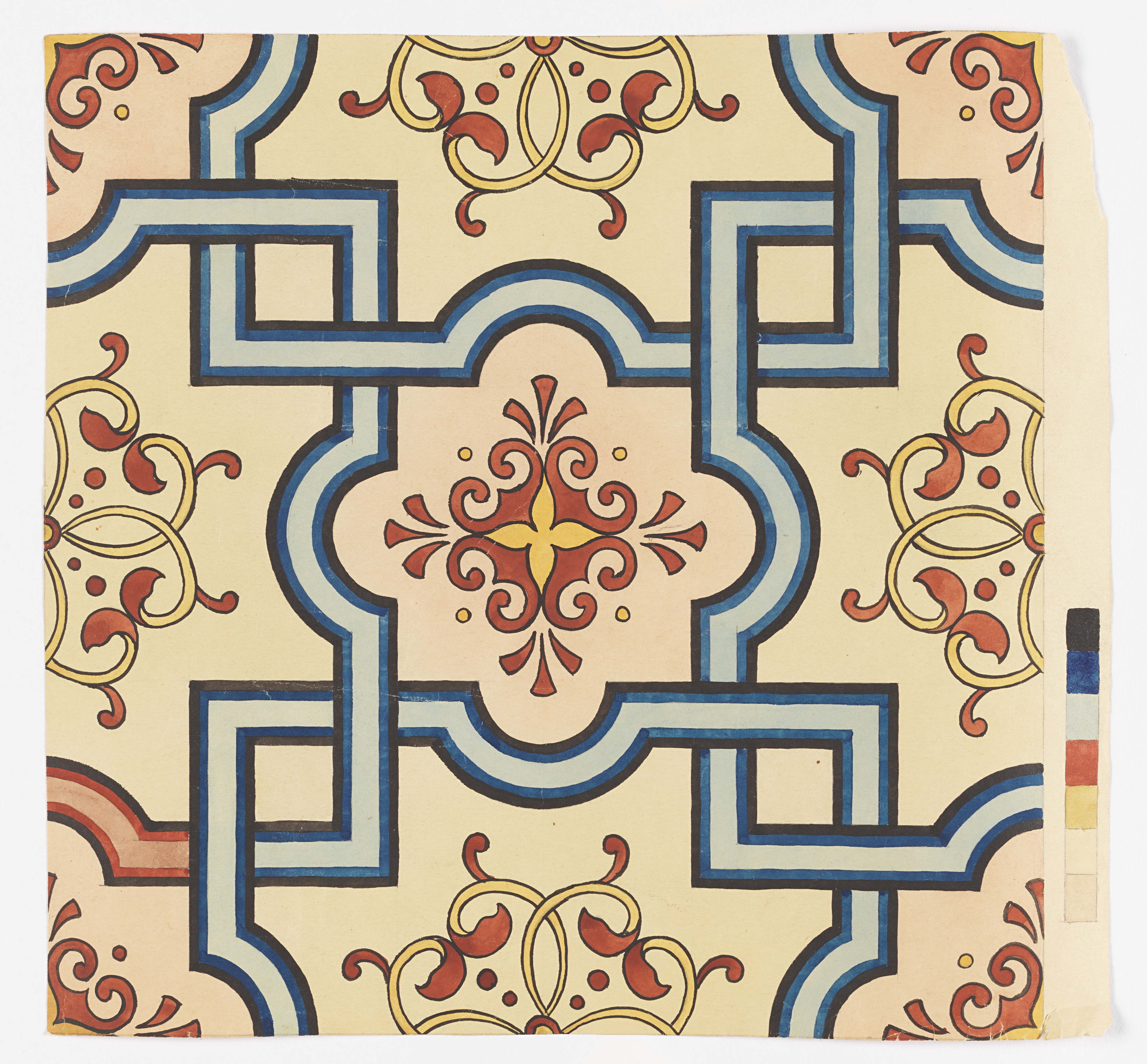
Frederick Krieg, gemalter Entwurf für Bodenfliese

Frederick Krieg (* 28. Februar 1852 in Grünstadt; † 8. Oktober 1932 in New York City) war ein deutschstämmiger, amerikanischer Dekorationsmaler, Designer und Mosaizist.

## Herkunft und Familie
Er wurde als Friedrich Krieg geboren und wanderte einjährig mit seiner Familie in die USA aus. Die Eltern waren der Grünstadter Schuhmacher Johann Philipp Krieg und seine Ehefrau Katharina Appolonia geb. Schmitt, deren verstorbener Vater Johannes Schmitt als Fayencen-Dekorationsmaler in der örtlichen Steingutfabrik wirkte.

## Leben und Wirken
Die Familie siedelte sich 1853 in New York City an. Der Sohn wuchs dort auf und nannte sich nun angliziert  „Frederick“. Als Autodidakt beschäftigte er sich mit Zeichnen und Malen. Zunächst arbeitete er in New York und New Jersey als Dekor-Designer und Maler für Rolljalousien, die damals in Amerika sehr modern waren.
Mitte der 1890er Jahre wechselte Frederick Krieg ins keramische Fach. Er wurde für die Firmen  „Venetian Mosaic, Marble and Enamel Company“, danach für  „R.C. Fisher & Company“, beide in New York City, tätig. Hier entwarf er Ornamente für Mosaiken, Bodenfliesen und Terrazzoböden. Viele seiner ausgeführten Entwürfe haben sich in USA bis heute erhalten. 
1915 ging er in Pension und verstarb 1932 in Woodhaven, Queens, New York. Dort ist er auf dem Lutherischen Friedhof bestattet.
Frederick Krieg war seit 1882 verheiratet mit Anna Elisabeth geb. Schultz. Sie hatten 12 Kinder, wovon der Sohn Theodore Krieg als Architekt arbeitete.
Krieg hinterließ hunderte von gemalten, meist kolorierten Ornament- und  Dekorationsentwürfen zu von ihm gestalteten Produkten und Kunstwerken. Große Sammlungen davon besitzen jeweils das Cooper Hewitt, Smithsonian Design Museum und die Avery Architectural and Fine Arts Library der Columbia University New York. In der letztgenannten Sammlung befinden sich auch seine Entwürfe zu Dekorationen des ägyptisierenden Deckenmosaiks im  gründerzeitlichen New York Surrogate’s Courthouse.